# Горушка (Владимирская область)
Горушка — деревня в Петушинском районе Владимирской области, входит в состав Петушинского сельского поселения.

## География
Деревня расположена севернее деревни Новое Аннино, на небольшом холме, за что и получила своё название. Севернее деревни есть искусственный пруд, который в прошлом использовался для полива близлежащих полей. Севернее Горушки расположен средний по размерам лес, через который проходит линия ЛЭП. Также в 100 метрах от Горушки расположен садовый участок «Кленок». На юго-востоке,в километре,расположено озеро Грибовское и одноимённая деревня.

## История
В конце XIX — начале XX века деревня входила в состав Аннинской волости Покровского уезда Владимирской губернии, с 1921 года — в составе Орехово-Зуевского уезда Московской губернии. В 1859 году в деревне числилось 15 дворов, в 1905 году — 31 дворов, в 1926 году — 36 дворов.
С 1929 года деревня входила в состав Аннинского сельсовета Петушинского района Московской области, с 1944 года — в составе Владимирской области, с 1954 года — в составе Петушинского сельсовета, с 1984 года — в составе Аннинского сельсовета, с 2005 года — в составе Петушинского сельского поселения.
Во время СССР специально для полива поля был создан искусственный пруд и насосная станция. На данный момент здание станции разрушено,а пруд зарос рогозом и ряской. С 2007 года в пруду появилась рыба.
Сейчас деревня превращается в дачный посёлок. Многие старые дома сносятся, а на их месте строятся новые дачные дома. В 2015 году поля выкупила строительная компания и начала строить дачные посёлки. В самой деревне осталось всего 5 домов, которые стоят со времён основания деревни.

## Население
| 1859 | 1905 | 1926 | 2002 | 2010 | 2021 |
| ---- | ---- | ---- | ---- | ---- | ---- |
| 101  | ↗122 | ↗153 | ↘20  | ↗22  | ↗26  |